# Safford
Safford é uma cidade localizada no estado norte-americano do Arizona no condado de Graham, do qual é sede. Foi incorporada em 1901.

## Geografia
De acordo com o United States Census Bureau, a cidade tem uma área de 22,2 km², onde 22,1 km² estão cobertos por terra e 0,1 km² por água.

## Demografia
Segundo o censo nacional de 2010, a sua população é de 9 566 habitantes e sua densidade populacional é de 431,5 hab/km². Possui 3 908 residências, que resulta em uma densidade de 176,3 residências/km².

## Galeria de imagens

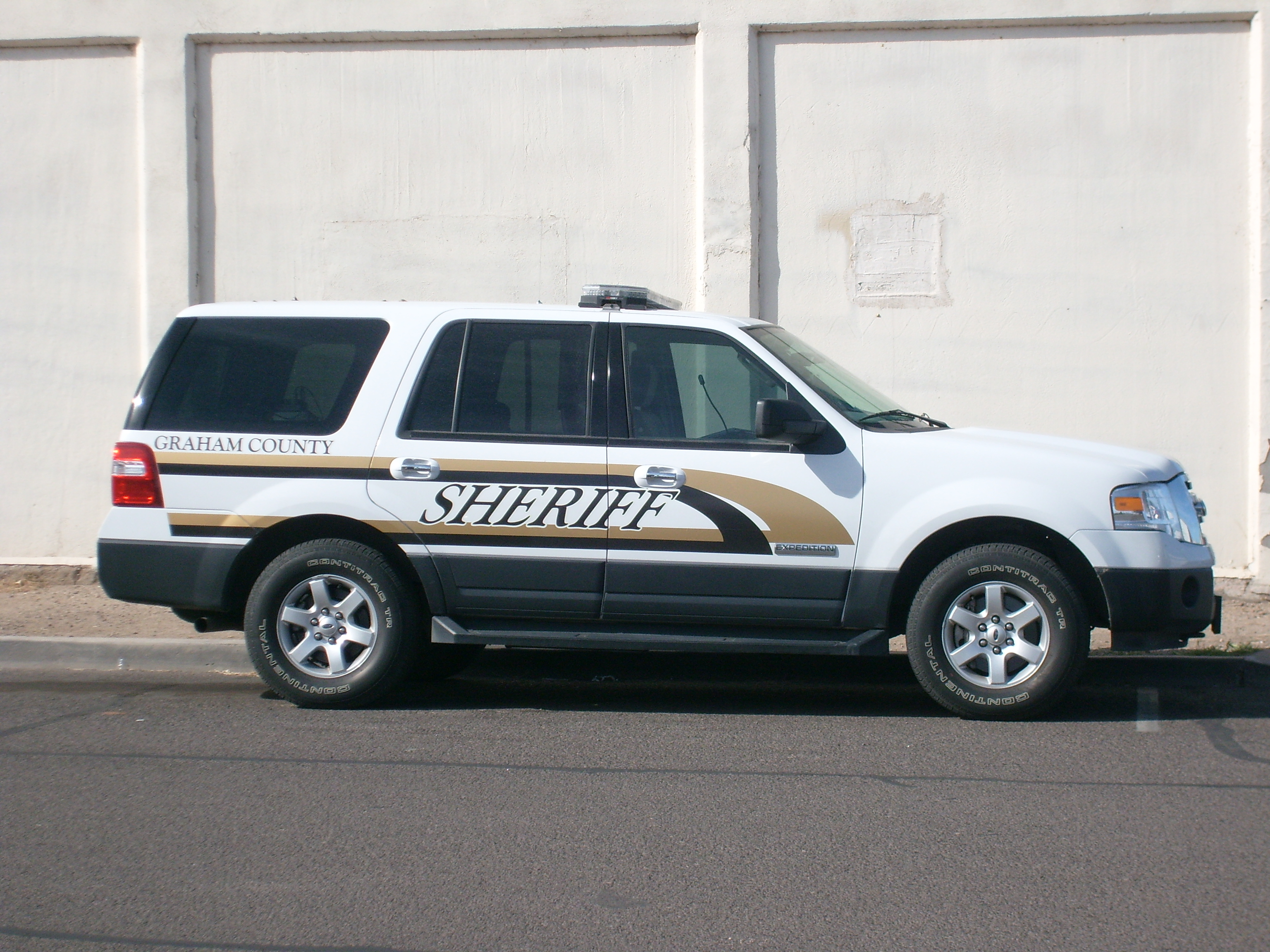
Polícia do condado de Graham, Safford.